# Georgia Rule
Georgia Rule er en amerikansk film fra 2007, instrueret af Garry Marshall.

## Handling
Georgia Rule starter med et skænderi mellem Lilly og hendes teenagedatter Rachel (Lindsay Lohan). Lilly har set det som eneste udvej, mod Rachel's opførelse at sende hende op og bo hos hendes mor Georgia – som hun selv har svoret aldrig at skulle se igen. Lilly – der har en fortid med alkoholmisbrug – skal ikke selv nyde noget af at være der, så hun rejser hurtigt igen.
Alle, der bor i Georgias hus, skal arbejde – Georgia Rule
Derfor begynder Rachel at arbejde for den lokale doktor/dyrelæge, som hun indvier i en af sine dybe hemmeligheder – da hun prøver at få ham til at komme videre med sit liv efter at hans kone og søn døde.
Denne hemmelighed sætter gang i historien og det bliver et drama om tiltro og kærlighed.

## Medvirkende
- Jane Fonda som Georgia Randall
- Lindsay Lohan som Rachel Wilcox
- Felicity Huffman som Lily Wilcox
- Dermot Mulroney som Simon
- Garrett Hedlund som Harlan Wilson
- Cary Elwes som Arnold
- Héctor Elizondo som Eezy
- Dylan McLaughlin som Sam
- Zachary Gordon som Ethan
- Laurie Metcalf som Paula